# 三浦義理
三浦 義理（みうら よしさと）は、江戸時代中期の大名。三河国刈谷藩3代藩主、のち三河西尾藩初代藩主。美作国勝山藩三浦家第5代。

## 生涯
元禄9年（1696年）、日向延岡藩主（後に刈谷藩の初代藩主）三浦明敬の五男として延岡で生まれる。父の跡は兄の明喬が継いでいたが、兄の実子が早世し、残っていた三男・明次も幼少のため、享保11年（1726年）に兄の死去により、その養子となって家督を継ぎ刈谷藩主となる。
延享元年（1744年）5月15日に46歳にして奏者番に任じられ、延享2年（1745年）12月21日に江戸城西の丸若年寄に任じられた。延享4年（1747年）2月11日に三河西尾に移封される。寛延2年（1749年）6月末に西の丸若年寄を辞任し隠居、家督を自身の養子とした明次に譲る。また、植村千吉の事件（植村恒朝の項目参照）に際し、一族で5000石の大身旗本三浦梐次（よりつぐ、「より」は木偏に坒、三浦肥後守）が大目付に対し偽証を行ったことを咎められ、改易となった一件に際し、梐次は下総古河藩主本多忠敞にお預けとなったが、その息子員次（三浦織部正）は義理の元に預けられた。
西尾藩では内政に力を注ぎ、宝暦元年（1751年）には検地・新田開発などを行なって増収に務めている。一方家中では、兄の子である明次が成長し、家臣団が義理と明次の派閥に分かれて家督をめぐって争うなどの混乱も起きている。
宝暦6年（1756年）7月3日に死去した。享年61。跡を明次が継いだ。

## 系譜
- 父：三浦明敬（1658-1725）
- 母：不詳
- 養父：三浦明喬（1689-1726）
- 室：富永氏
  - 長男：三浦矩次（1747-1780）
- 生母不明の子女
  - 女子：酒井忠儔正室
- 養子
  - 男子：三浦明次（1726-1798） - 三浦明喬の三男